# KK Igokea
Maillots
Le KK Igokea (en serbe : Кошаркашки клуб Игокеа), de son nom complet Košarkaški klub Igokea Aleksandrovac, est un club bosnien de basket-ball, basé dans la ville de Laktaši, en Bosnie-Herzégovine.  Le club évolue en Premijer liga BiH, soit le plus haut niveau du championnat de Bosnie-Herzégovine de basket-ball. Le club participe également à la ligue adriatique.

## Palmarès
- Championnat de Bosnie-Herzgovine : 2001, 2013, 2014, 2015, 2016, 2017, 2020
- Coupe de Bosnie-Herzégovine : 2007, 2013, 2015, 2016, 2017, 2018, 2019, 2021

## Entraîneurs
- 2007 :  Željko Lukajić
- 2011-2013 :  Dragan Bajić
- 2014-2015 :  Željko Lukajić
- 2015-2018 :  Dragan Bajić
- 2018 :  Žarko Milaković
- 2018 :  Nenad Trajković
- 2018 :  Žarko Milaković
- 2018-2019 :  Dragan Nikolić
- 2019 :  Aleksandar Trifunović
- Oct. 2019- :  Dragan Bajić